# Šekeleš
Gli Šekeleš (o Shekelesh) erano una popolazione facente parte della confederazione dei Popoli del Mare che appare nelle fonti scritte egizie durante il periodo del Nuovo Regno. Una loro presunta identificazione con gli antenati dei Siculi o con i Siculi stessi è, al momento, oggetto di dibattito archeologico.

## L'iscrizione egizia

### Traslitterazione e fonetica
La traslitterazione convenzionalmente usata per il nome Šekeleš (Š'k'rwš) deriva dal geroglifico
| SA · A |

| SA · A |

| k |

| k |

| Z1 · rw |

| Z1 · rw |

| SA · A |

| SA · A |

La lingua egizia scritta non presenta notazioni vocaliche esplicite, inoltre utilizza indistintamente gli stessi segni per rendere i suoni l e r. Per applicare una fonetizzazione attendibile, si utilizzano metodi di linguistica comparativa, esaminando le concordanze con altre fonti in geroglifico o in altre lingue antiche, specialmente nel caso di toponimi. Alcuni esempi di questa consuetudine sono rbw, per Libu o rbrn per Lebanon.
| rw |

### Semantica e determinativi
Nella documentazione egizia facente riferimento agli Šekeleš, si trovano in coda al nome alcuni geroglifici contestualizzanti, chiamati determinativi. Si tratta di una porzione del termine con funzione puramente semantica, che aveva lo scopo di assegnare uno scenario alla parola o al concetto espresso e che dunque non veniva "pronunciata". La combinazione tra elementi fonetici e logogrammatici è una delle caratteristiche fondamentali del sistema di scrittura egizio.
| T14 · N25 |

| T14 | A1 · B1 · Z2 |

### Iconografia
Le raffigurazioni dei Popoli del mare mostrano una specifica iconografia dei guerrieri. Sono note e ampiamente verificate le sembianze Shardana (elmo a due corna) e Peleset (copricapo piumato). Molti studiosi ritengono che le restanti popolazioni fossero mischiate tra loro e assegna agli Šekeleš alcuni tratti distintivi: i capelli raccolti al di sotto di un panno, in alcuni casi rigonfio, fermato sul capo da un nastrino; non hanno armature, ma piuttosto caratteristiche tuniche o gonnellini; indossano un medaglione sul petto e hanno in dotazione due lance e uno scudo rotondo. 

## Documentazione archeologica

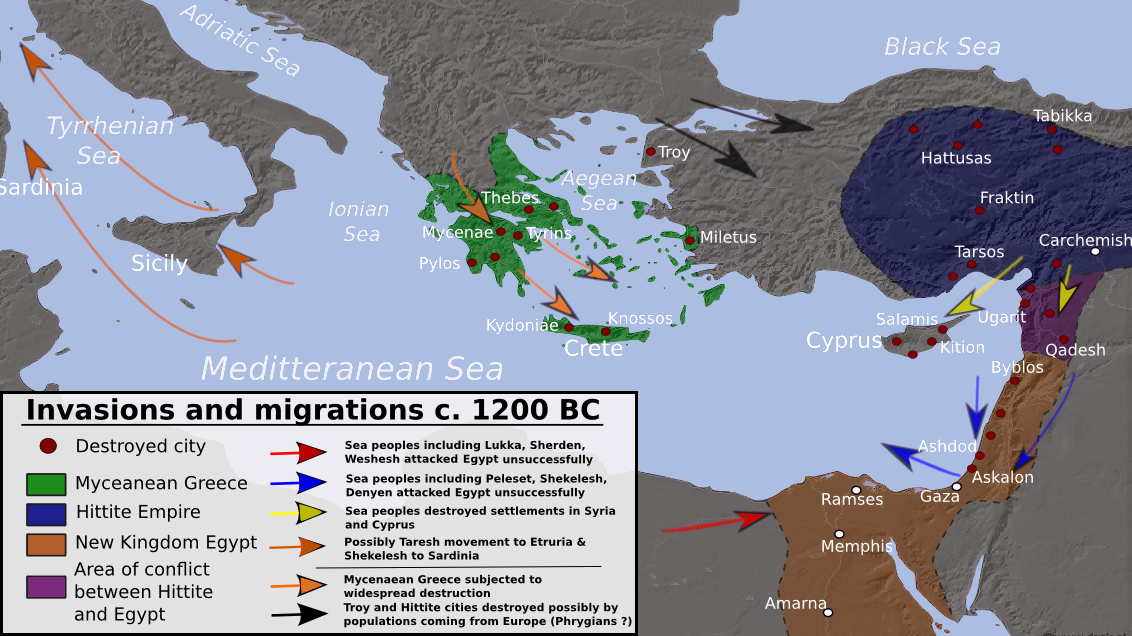
La fine del XIII secolo a.C. è un delicato momento di transizione in cui si registrano flussi migratori e grandi devastazioni in tutto il bacino mediterraneo.

### Cronologia e datazione delle fonti
Le attestazioni egizie esplicitamente riferite agli Šekeleš sono due e afferiscono a un periodo storico relativamente contiguo. In egittologia, la datazione delle linee dinastiche viene calibrata in base a riferimenti assoluti di tipo astronomico, tuttavia sussistono proposte cronologiche diverse che godono di sufficiente riconoscimento a livello internazionale.
La prima attestazione si colloca nell'Anno 5° del regno di Merenptah e la seconda nell'Anno 8° del regno di Ramses III, per dichiarazione diretta delle fonti. Adottando una cronologia tradizionale (Baines-Málek) e assumendo un'indeterminazione di ±15 anni, è possibile individuare una linea temporale compresa tra 1220 e il 1175 a.C.. Poiché la correlazione sincronica tra la referenza ugaritica Šikalayū e quella egizia Šekeleš è considerata plausibile; risulta utile visualizzarla sub condicione nel quadro complessivo.

### La Grande iscrizione di Karnak

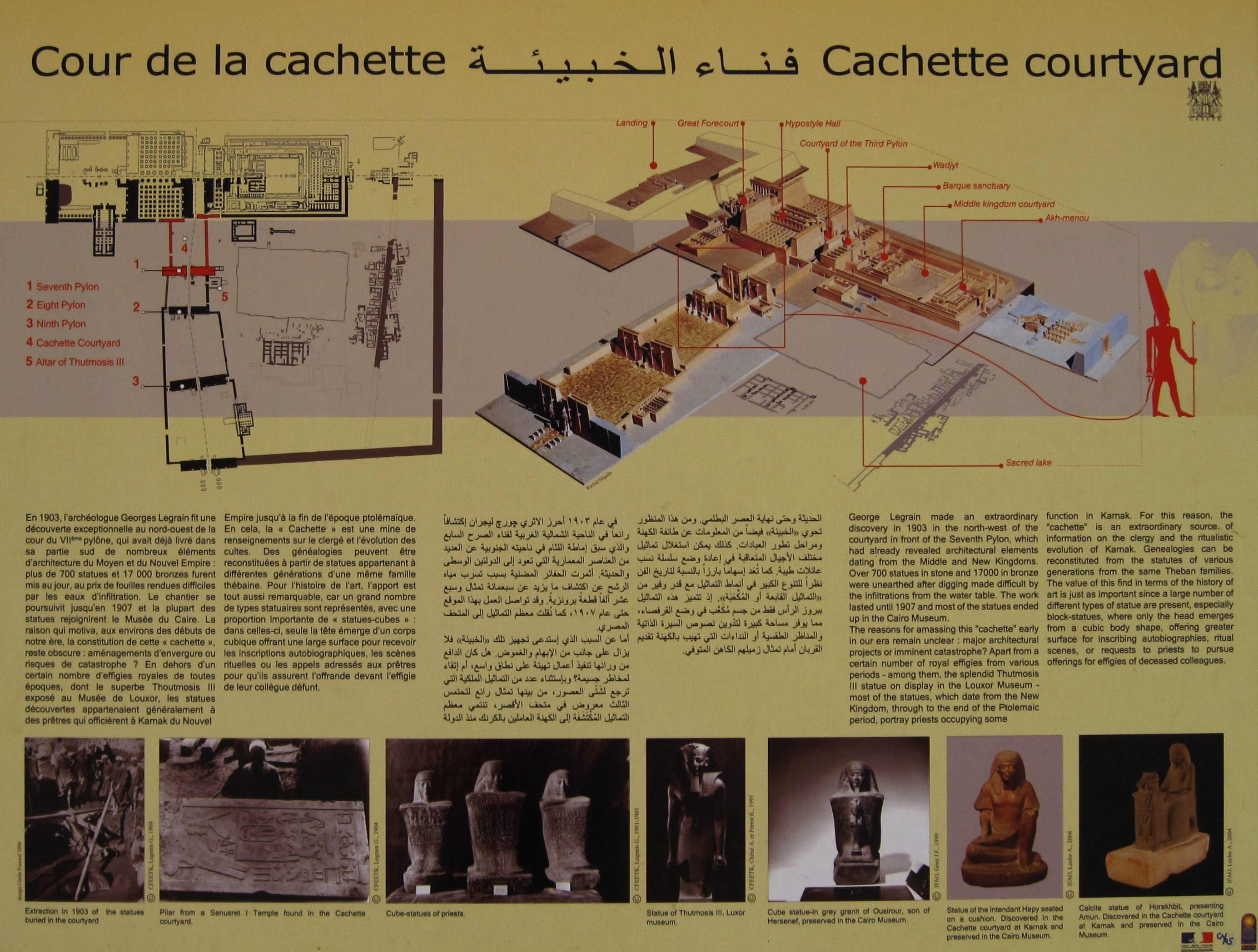
L'area della cachette, il cortile in cui è situata l'iscrizione, nel complesso di Karnak. La posizione esatta dell'iscrizione è tra il VI° e il VII° pilone, sul versante est del muro interno.

L'attestazione archeologica più antica è la grande iscrizione in geroglifico KIU 4246 posta nel Complesso templare di Karnak (a nord di Luxor), redatta al tempo del faraone egizio Merenptah (1224-1214 o 1213-1203 a.C.), il cui contenuto è confermato anche nella contemporanea Stele di Merenptah, rinvenuta nelle adiacenze. Essa riporta l'attacco mosso all'Egitto nel 5º anno del regno del faraone da una coalizione capeggiata dai Libu, in alleanza con Šekeleš, Shardana, Lukka, Turša (Teresh) e Akawaša (Ekwesh). La battaglia decisiva vide la vittoria dell'esercito egizio e fu combattuta nella località, non ancora identificata, di Pi-yer.
14 [… Š]rdn Škrš Jqwš Rk Trš m ṯȝt tp n(y) ʿḥȝ(wty) nb pḥrr nb n(y) ḫȝst⸗f jn~n⸗f ḥmt⸗f ẖrdw⸗f»
14 [...] Shardana, Shekelesh, Akawasha, Lukka e Tursha, ha consistito nella cattura dei migliori tra tutti i combattenti e i corridori delle terre straniere.»
(KIU 4246, Grande iscrizione di Karnak)
Merenptah afferma che sconfisse gli invasori, uccidendo 6.000 soldati e prendendo 9.000 prigionieri. Per essere sicuri dei numeri, si provvide a recidere il pene di tutti i cadaveri non circoncisi e le mani di tutti i circoncisi; tra questi ultimi, erano annoverati 222 Šekeleš.
53 […] Škrš s 222»
53 [...] Shekelesh: 222 uomini»
(KIU 4246, Grande iscrizione di Karnak)
Ciò attesterebbe quanto meno una contiguità con le popolazioni semite, se non addirittura la loro identità.

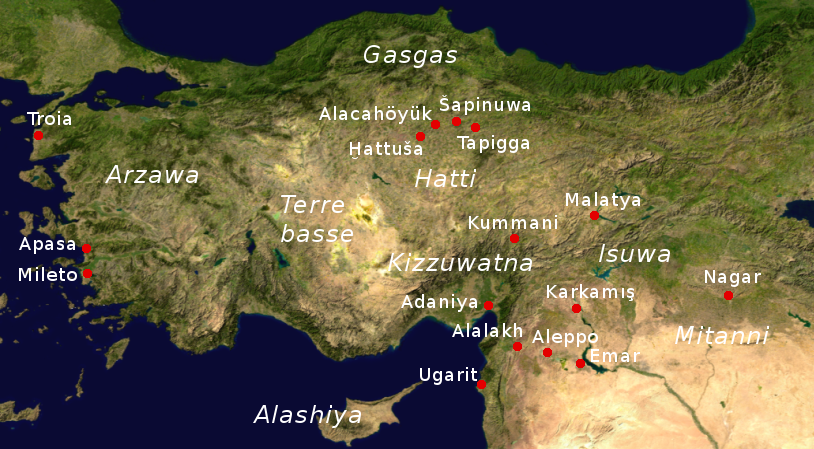
L'area di influenza ittita nel XIII sec. a.C.

### Lettere di Ugarit
Gli scavi condotti a partire dal 1928 a Ras Shamra, località siriana a nord di Latakia, hanno riportato alla luce l'antica Ugarit e con essa un grande numero di preziosi reperti, documenti regi e corrispondenze in lingua ugaritica databili tra il XIV e il XII secolo a.C.. La corrispondenza complessiva dell'archivio ci indica che, intorno al 1190 a.C., tutta l'Anatolia era in fiamme e le devastazioni avevano raggiunto la costa siriana: si tratta della fase storicamente nota come Collasso dell'età del Bronzo. Le iscrizioni di Medinet Habu, infatti, indicano che, pochi anni dopo, popolazioni straniere avevano completamente distrutto e saccheggiato la Licia (Arzawa), l'impero ittita (Hatti), Cipro (Alashiya), la Cilicia, la città-Stato di Karkemiš (al confine turco-siriano) e minacciavano direttamente l'Egitto. 

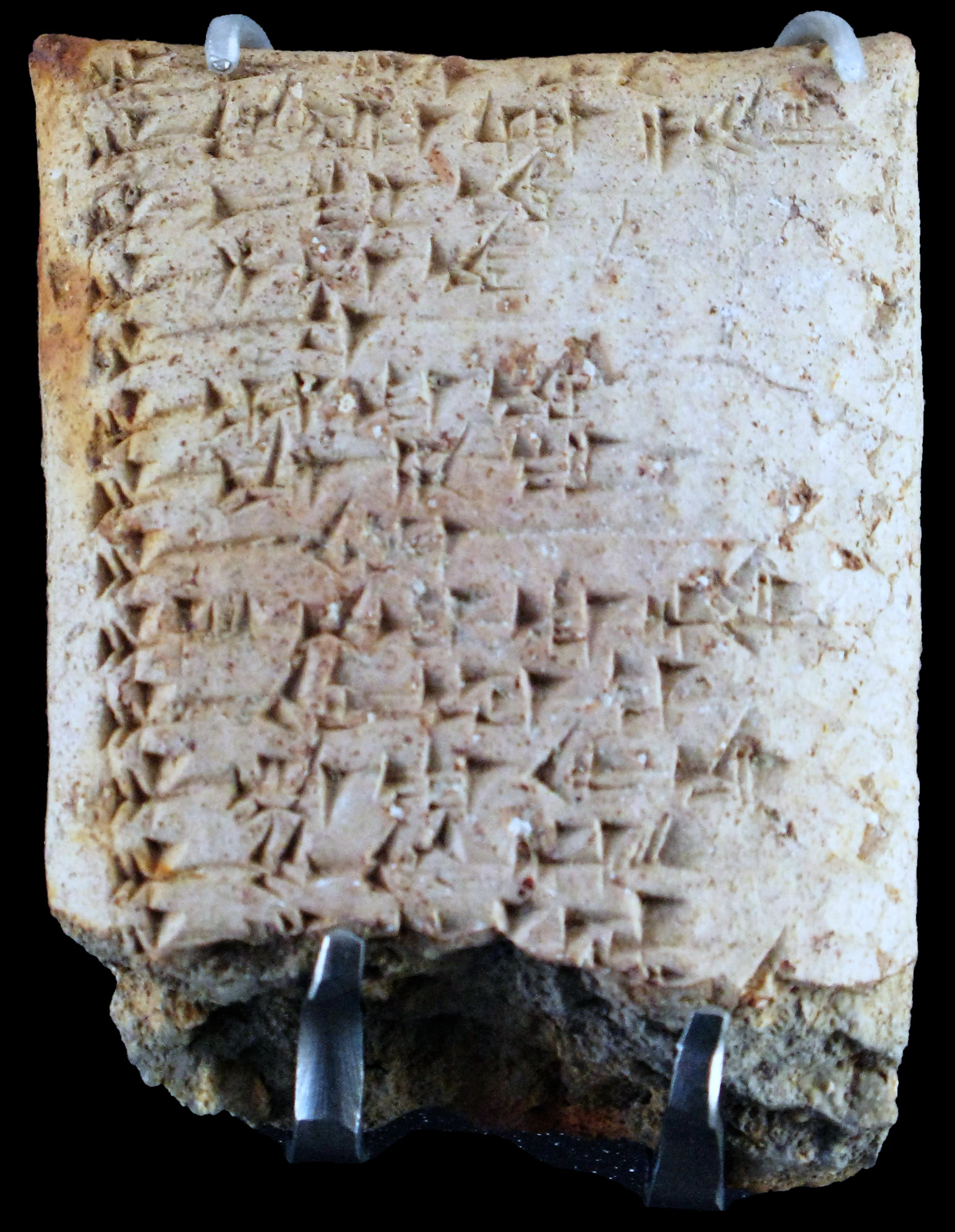
Una tavoletta in ugaritico proveniente dagli scavi condotti da Claude Schaeffer a Ras Shamra, oggi esposta al Louvre di Parigi.

La tavoletta RS 18.147, rinvenuta nell'archivio privato di Ammurapi (ultimo sovrano di Ugarit dal 1195 al 1190 a.C. circa) e concernente una lettera del re di Alashiya, segnala la presenza in mare di una flotta nemica e suggerisce al signore di Ugarit di allestire le difese della sua città. Ammurapi rispose comunicando che l'attacco nemico era già iniziato, ma di non avere i mezzi per respingerlo. Tale nota tuttavia non fu mai spedita, per impossibilità sopravvenuta.
(Ammurapi, RS 18.147)

Un'altra tavoletta (RS 34.129) indica il nome del popolo che minacciava Ugarit: i Šikalayū, presumibilmente gli stessi Šekeleš dell'iscrizione di Karnak. Qui è con grande probabilità il re ittita in persona Šuppiluliuma II a lamentarsi dell'inefficienza di Ammurapi, rivolgendosi direttamente al sàkin della città per risollecitare l'invio di una certa Ibnadušu e ottenere informazioni sulla terra di Šikala.
LUGAL GAL-ú 
a-na lúsà-ki-in-ni 
qí-bi-ma
5 a-n[u]-um-ma it-tu-ka 
LUG[AL] EN-ka .se-ḫe-er 
mi-i[m-m]a la-a i-de 
ù a-na-ku dUTU-ši
a-na UGU- ḫi-šu um-da-e-ra-šu
10 aš-šum mib-na-du-šu
ša LU2.MEŠ kur.uruši-ka-la-iu-ú  
i[.s]-bu-tu-šu-ú-ni 
ša i-na UGU-ḫi gišMA2.ME[Š]
us-bu-ú-ni
15 a-nu-um-ma n[i-i]r-ga-i-li
it-tu-ia
lúkar-tap-pu
a-na UGU-ḫi-ka
um-da-e-ra-ku
20 ù at-ta mib-na-du-šu 
ša LU2.MEŠ kur.uruši-ka-la-ú 
i.s-bu-tu-šu-ni 
a-na UGU-ḫi-ia
šu-up-ra-šu
25 a-ma-te ša kur.uruši-ki-la 
a-ša-al-šu 
ù a-na ku-ta-li-šu 
a-na kur.uruu-ga-ri-ta 
i-tu-ur-ra
i-ta-la-ka»
5 Adesso (lì) con te, il Re, il tuo signore, è (ancora troppo) giovane. Non capisce niente. Ed io, il Sole, gli avevo inviato un ordine
10 riguardante Ibnadušu, colei che dal popolo di Šikala – che vive sulle navi – è stata rapita.
15 Perciò con questa mia ti invio Nirga’ili, mio kartappu.
20 Dunque tu, inviami Ibnadušu, colei che dal popolo di Šikala è stata rapita.
25 Le porrò delle domande sulla terra di Šikala ed in seguito potrà ripartire nuovamente per Ugarit.»
(Šuppiluliuma II - attrib. incerta, RS 34.129)
È interessante notare come i prefissi determinativi utilizzati nella lettera attribuiscano a Šikalayū lo stesso duplice status di "terra" (kur) e "città" (uru) riconosciuto a Ugarit. Ciò ne evidenzia il carattere non più solo etnonimico, ma anche geografico, dando consistenza alle teorie che affiancano alla vita su barche anche una posizione sulla terraferma.

### Tempio di Ramses III a Medinet Habu
Un nuovo attacco fu effettuato nell'8º anno del regno di Ramses III (1190-1180 a.C.) da un'alleanza di cinque popoli stretta presso Amurru (Siria), il regno degli Amorrei: oltre agli Šekeleš compaiono i Peleset, i Tjeker, i Denyen e i Wešeš, con al seguito donne, bambini e masserizie. Esiste un'ampia cronaca egizia di questi scontri nel tempio funerario di Ramses III, presso il sito archeologico di Medinet Habu nella grande area della Necropoli di Tebe.
I cinque gruppi etnici vengono complessivamente denominati "Popoli del mare, del nord e delle isole". Secondo le iscrizioni, gli Egizi vanificarono l'offensiva nemica di terra nella battaglia di Djahy (o Zahi), una località al confine del regno egizio in terra siriana o cananea.
Stando alle iscrizioni, una volta ottenuta la vittoria, il faraone mostra grande preoccupazione per le sorti del regno e rientra subito in Kemet per prepararsi a un nuovo violento attacco da parte della confederazione. Ramses III rafforza la frontiera di Djahy, arma i porti, prepara i carri da guerra e descrive i suoi soldati come leoni che ruggiscono dalle cime delle montagne. È l'anteprima dell'imminente battaglia del Delta, combattuta per mare nella bocca del Nilo e altrettanto epicamente descritta e raffigurata all'interno del tempio.

#### La Grande Iscrizione dell'8º anno
All'interno della prima corte del tempio, il secondo pilone presenta due imponenti bassorilievi divisi dalla porta che dà accesso alla seconda corte. A sinistra (orientamento sud-ovest), una scena di "investitura" divina commentata; a destra (nord-ovest), la presentazione del conflitto.

##### Sezione sinistra del secondo pilone
Nella scena di sinistra si trova Amon-Ra, alla presenza protettiva della Mut, che consegna una spada a Ramses III. Il faraone tende la mano destra ad Amon e con la sinistra tiene alla corda tre file di prigionieri. Mut officia e benedice l'incontro.

Tra le figure si trovano abbondanti iscrizioni, con duplice funzione votiva e narrativa, che rivelano l'esito della grande battaglia dell'8º anno e il destino di alcuni tra i Popoli del mare.
"Great is thy might, O lord of gods. The things which issue from thy mouth, they come to pass without fail. [...] Thy strength is behind as a shield, that I may slay the lands and countries that invade my border.
Thou puttest great terror of me in the hearts of their chiefs; the fear and dread of me before them; that I may carry off their warriors, bound in my grasp, to lead them to thy ka, O my august father, [...].
Come, to [take] them, being: Peleset, Denyen, Shekelesh. Thy strength it was which was before me, overthrowing their seed, -- thy might, O lord of gods.
He who relies upon him whom thou hast entrusted with the kingship, and everyone who walks in thy way are in peace. Thou art the lord, strong-armed for him who leans his back upon thee, a Bull with two horns, ready, conscious of his strength.
Thou art my august father, who createdst my beauty, that though mightest look upon me, and choose me to be lord of the Nine Bows.
Let thy hand be with me, to slay him that invades me, and ward off every enemy that is in my limbs.»
[...] "Grande è la tua potenza, o Signore degli Dei. Le cose che escono dalla tua bocca, si avverano senza fallo. La tua forza protegge come uno scudo. Che io possa annientare le terre e paesi che invadono il mio confine!
Tu hai portato grande terrore di me nei cuori dei loro capi; paura e timore di me davanti a loro. Che io possa portare via i loro guerrieri, stretti nella mia morsa, per condurli al tuo Ka, o mio augusto Padre ,[...]
Vieni a [prender]li, sono Peleset, Denyen, Shekelesh. Era la tua forza che avevo davanti a me, a rovesciare il loro seme, [...] il tuo potere, o Signore degli Dei.
Chi onora colui al quale hai affidato la sovranità e tutti coloro che camminano sulla tua via, sono in pace. Tu sei il Signore, braccio forte per chi poggia la schiena su di te, Toro a due corna, pronto, consapevole della sua forza.
Tu sei il mio augusto Padre, tu creasti mia bellezza, che tu possa proteggermi, e scegliere me come Signore dei Nove Archi.
Fa' che la tua mano sia con me, per annientare colui che mi invade, e respingere ogni nemico che ho tra le mani.»
(Trad. inglese in J. H. Breasted, Ancient Records of Egypt.)

##### Sezione destra del secondo pilone
Nella sezione destra della parete, è possibile leggere una cronaca sulle origini della confederazione e sul contesto geopolitico della battaglia:
No land could stand before their arms: from Hatti, Qode, Carchemish, Arzawa and Alashiya on, being cut off at one time.
A camp was set up in Amurru. They desolated its people, and its land was like that which has never come into being. They were coming forward toward Egypt, while the flame was prepared before them.
Their confederation was the Peleset, Tjeker, Shekelesh, Denyen and Weshesh, lands united.
They laid their hands upon the land as far as the circuit of the earth, their hearts confident and trusting: 'Our plans will succeed!'»
Nessuno poteva resistere alle loro armi: Hatti, Qadesh, Karkemiš, Arzawa e Alashiya, tutte furono distrutte allo stesso tempo.
Un campo militare fu da loro insediato in Amurru; qui essi fecero strage della gente del posto e la terra fu lasciata in uno stato di desolazione come se non fosse mai stata abitata. Quindi essi si diressero verso l’Egitto dove era stato innescato il focolaio della rivolta.
La loro confederazione era composta da Peleset, Tjeker, Shekelesh, Denyen e Weshesh.
Essi misero le proprie mani sulla terra che si stendeva, mentre i loro cuori confidavano che il piano sarebbe andato in porto»
(Trad. inglese di John A. Wilson, in J.B. Pritchard, Ancient Near Eastern Texts relating to the Old Testament, Princeton 1969)

#### Migdol.Shasu o Šekeleš?

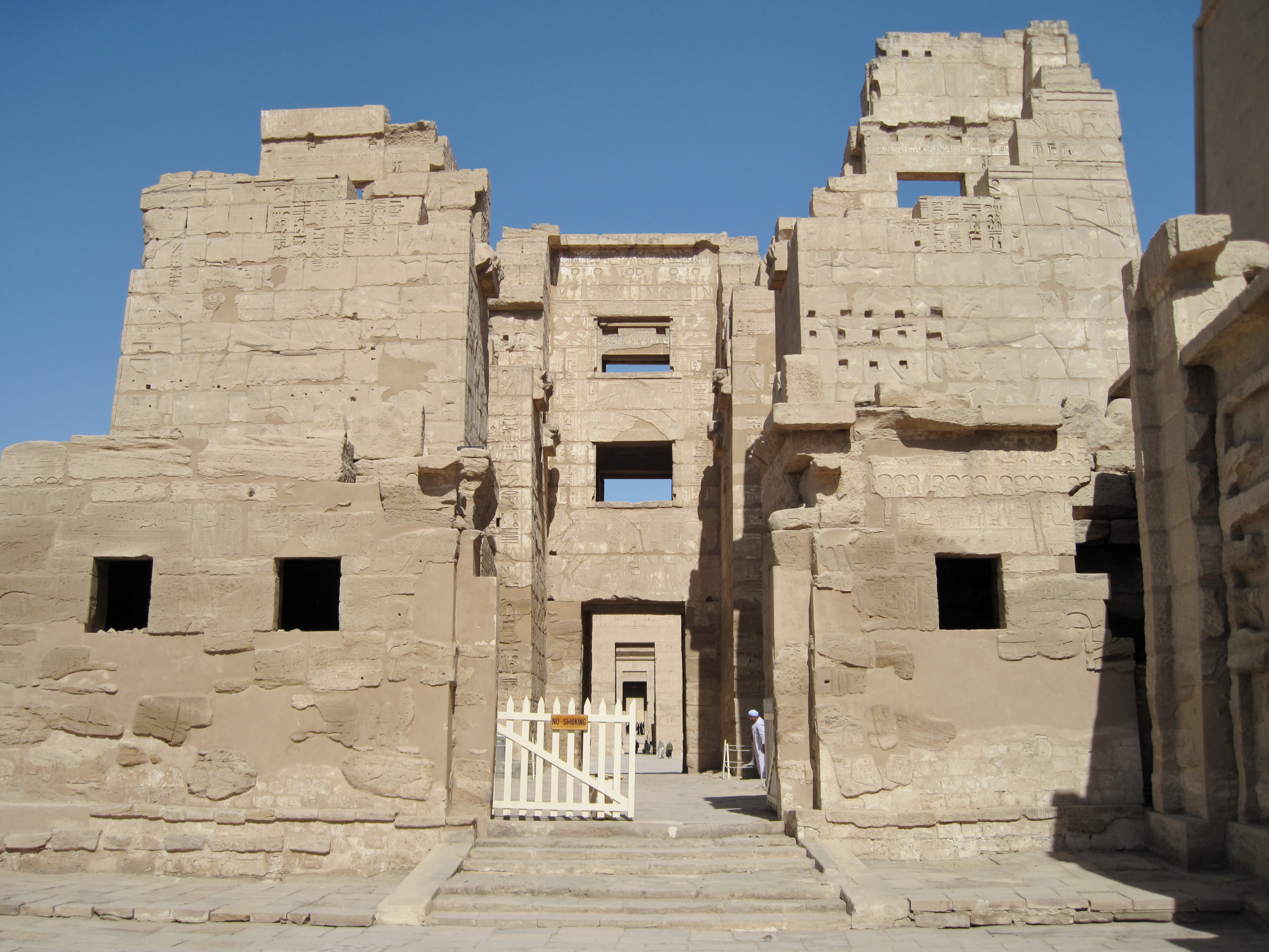
Versante est del migdol. A destra, la torre nord.

A ridosso del cosiddetto migdol (un tipico arroccamento fortificato dell'antichità), sul versante orientale della torre nord fu rinvenuto un rilievo con sei prigionieri in ginocchio e con le mani legate: si tratta dei capitani degli stranieri del nord catturati in battaglia. Se negli altri rilievi del sito i Popoli del mare non risultano sempre riconoscibili e si assiste più che altro a caotiche scene di guerra, qui troviamo un'iscrizione accanto ad ogni prigioniero che ne dichiara l'identità.
3The vile chief of Amor
4The leader of the enemy of Tjeker
6The Shardana of the sea
6The leader of the Sh(asu)
7The Turesh of the sea
8The leader of the enemy of Pe(leset)»
3Il vile capitano di Amor
4Il capo del nemico Tjeker
5Gli Shardana del mare
6Il capo degli Sh(asu)
7I Teresh del mare
8Il capo del nemico Pe(leset)»
Dei sette capitani citati, per i prigionieri Shardana e Teresh viene sottolineata la provenienza marittima, probabilmente per differenziare le armate nautiche da quelle terrestri. L'ultimo prigioniero viene descritto come Peleset, ma l'immagine è mancante. Il quinto prigioniero raffigurato è stato identificato come uno Shasu, nonostante l'iscrizione - posta immediatamente alla sinistra dell'uomo - risulti incompleta. Il piccolo spazio vuoto a seguire fece dedurre all'équipe di restauro e trascrizione, diretta dall'Oriental Institute (Chicago University), un esito in -sw.
Proprio su questo tema, negli anni sessanta, un fervente dibattito animò le riviste di archeologia mediorientale: l'oggetto fu proprio l'identità del quinto prigioniero. Un gruppo di studiosi, capeggiati dall'inglese Gerald A. Wainwright, sostenne che si sarebbe potuto trattare più verosimilmente di uno Šekeleš. Nel 1963 scrisse diversi articoli in cui si premurò di descrivere il proprio pensiero e difendersi dalle parole detrattorie di Edward F. Wente di Chicago. D'altra parte Wente non riconobbe mai il valore di questa alternativa, osservò anzi come alcuni tra i nomi di spicco di quel gruppo (come il tedesco Walter Wreszinski) avessero presto abbandonato l'ipotesi. Wainwright, principale sostenitore della teoria, morì nel maggio dell'anno seguente e con lui si spense anche il "caso".

### Annali Regi di Tiglat-Pileser III

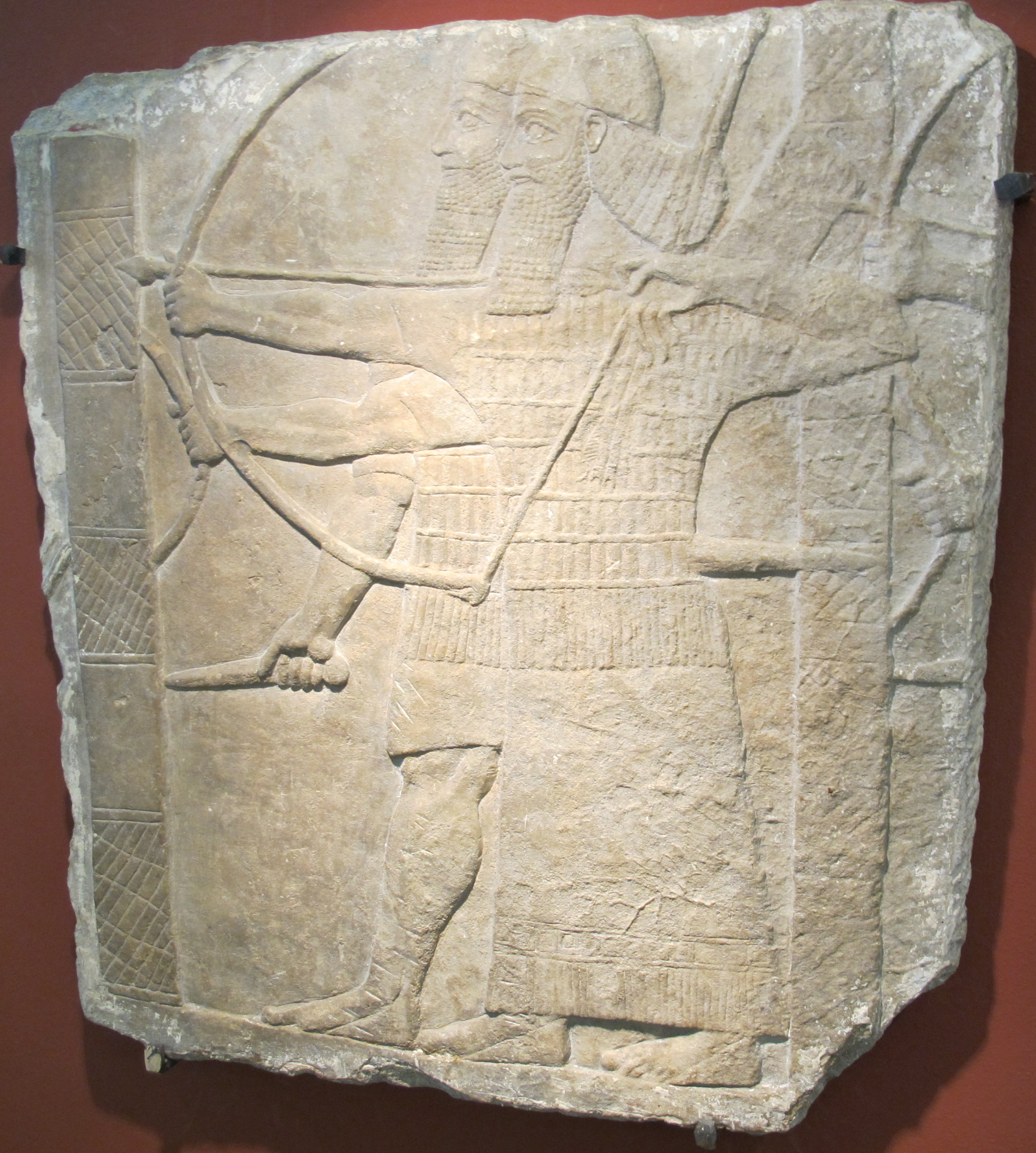
Guerrieri assiri attaccano una città nemica. Palazzo Reale di Tiglatpileser III, Hermitage di San Pietroburgo.

Seppur in epoca decisamente successiva (VIII sec. a.C.), vi è traccia del nome anche negli annali del sovrano assiro Tiglatpileser III, una raccolta di incisioni in lingua accadica su pietre provenienti dal Palazzo Reale di Kalhu (Nimrud, nell'attuale Iraq). L'Annale 13 racconta il saccheggio di alcune città ad opera del governatore assiro di Nai'ri e la contestuale cattura di Šiqilâ, «comandante di una fortezza». Trattandosi di un esito univoco che non trova altri riscontri nei documenti contemporanei, risulta difficile storicizzare il lessema nel solco degli Šekeleš.
[...]-˹áš a˺-di URU.MEŠ-ni ša li-me-ti-šú ik-šud šal-la-su-nu iš-lu-la ši-qi-la-a LÚ.GAL bir-ti»
(Tiglath-pileser III 14, Ann. 13 - RINAP 1, Tiglath-pileser III and Shalmaneser V, Oracc: The Open Richly Annotated Cuneiform Corpus.)

## Ipotesi sull'area di origine

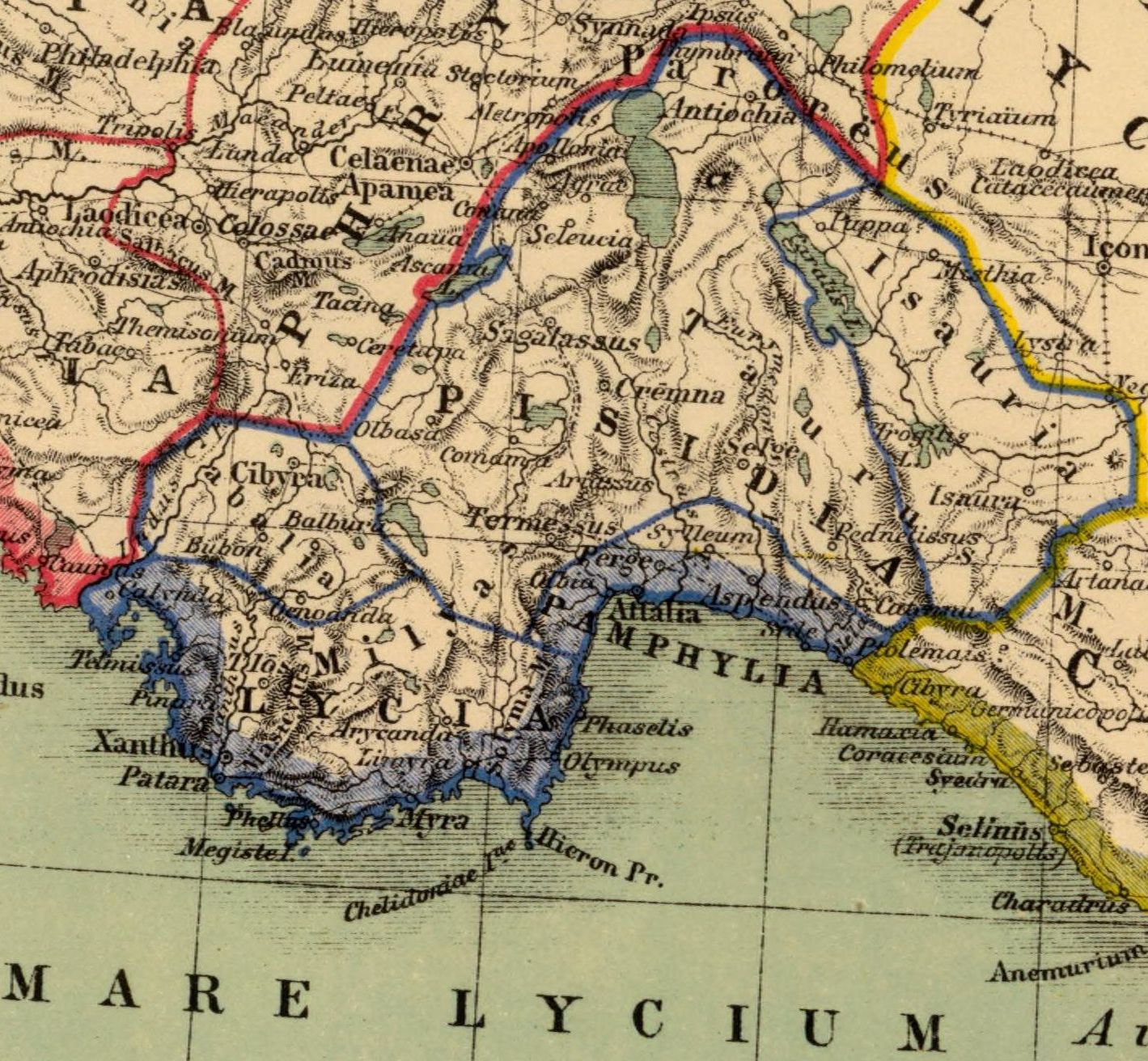
Le antiche regioni di Licia, Pisidia e Panfilia si affacciano sull'attuale territorio provinciale di Antalya.

### Anatolia e Sagalassos
Le ipotesi più accreditate si riferiscono principalmente all'area egeo-anatolica e indicherebbero un territorio immediatamente ad est della Licia, dipendente dall'impero ittita ma in contatto con le popolazioni semitiche, tale da giustificare la circoncisione dei guerrieri Šekeleš attestata dalle iscrizioni egizie. Nell'Età del Bronzo finale, un luogo con tali requisiti può essere individuato nella Cilicia e nella vicina Panfilia.
In età arcaica, il capoluogo dell'antica regione della Pisidia era la città che i greci chiamavano Sagalassos, nei pressi dell'odierna Ağlasun, in Turchia. L'egittologo francese Gaston Maspero suggerì, per assonanza, di considerare Sagalassos come possibile luogo d'origine dei Šekeleš. Tuttavia, la città viene menzionata negli Annali di Ḫattušili I e in altri testi ittiti con il nome di Šal-la-aḫ-šu-wa. Inoltre, il dato altimetrico dell'antico insediamento (1450-1700 m.s.l.m.) desta forti dubbi in quanto a dimestichezza marittima, destrezza militare ed effettivo possesso di una flotta da parte di una popolazione essenzialmente montana.

### I Tjeker di Dor
Ha trovato modesto consenso la proposta di una fase stanziale lungo le rive di Dor, antica città reale canaanita a sud del Monte Carmelo nel XII secolo a.C. Tale ipotesi si basa su una possibile contiguità tra Šekeleš e Tjeker, sia di natura linguistica che culturale, che attribuirebbe a Sikil anche un valore toponimico del tratto costiero.
| r |

I Tjeker vengono citati più volte tra i popoli stranieri delle iscrizioni egizie e, in particolare, nel Papiro di Mosca 120, all'interno del cosiddetto Viaggio di Unamon. Nel racconto, i Tjeker sono esplicitamente collocati nell'antico porto di Dor e ampiamente descritti come popolazione avvezza alla navigazione.
Secondo Lawrence Stager, archeologo statunitense della Oxford University, i Tjeker/Sikil sarebbero i Šikalayū delle tavolette di Ras Shamra che, dopo il sacco di Ugarit, avrebbero navigato verso sud, stabilendosi a Dor.
Autorevoli egittologi come Donald Redford hanno respinto tanto la soluzione fonetica quanto il possibile accostamento con i futuri Σικελοί delle cronache greche, sottolineando inoltre il brusco vuoto documentale dell'etnonimo tra il XII e il VI secolo a.C.

Ricostruzione geopolitica delle dodici tribù dopo l'Esodo, prima della monarchia unita (1200-1050 a.C.), secondo il Libro di Giosuè. Issachar è segnata in rosso, sulla sponda occidentale del Giordano.

### La tribù di Issachar
Alcuni studiosi, tra cui Nancy Sandars e Yigael Yadin, hanno ritenuto plausibile un collegamento tra la confederazione dei popoli del Mare e quella delle dodici tribù d'Israele e, in particolare, tra Shekelesh e tribù di Issachar.

Il capostipite della tribù porta il nome di Yiśśākār (יִשָּׂשׁכָר, ish-sakar), che può essere tradotto come "colui che è acquistato", "uomo di salario" o "che è un salario". Il libro della Genesi ne spiega il significato, descrivendo la nascita del quintogenito Issachar come una forma di ricompensa - di salario, appunto - data da JHWH alla madre Lea per aver concesso la serva Bila a suo marito Giacobbe.
Così Issachar viene benedetto dal padre Giacobbe:
Nell'occorrenza egizia Shekelesh (Š'k'rwš) e in quella ebraica Yissakar (ish-sakar) verrebbe dunque individuata una concordanza di significato a partire dalla stessa radice, shekel. Il siclo era un'antica unità di peso diffusa in tutta l'area mediorientale, utilizzata negli scambi commerciali per identificare il valore dei compensi e delle monete. Ancora oggi la valuta corrente dello stato d'Israele, lo shekel, conserva questa radice.
Issachar ebbe quattro figli: Tola, Puva, Iasub e Simron. Secondo la narrazione biblica, tutta la famiglia di Giacobbe fu costretta da una grave carestia a lasciare Canaan e poté rifugiarsi presso Goscen, in Egitto, su invito del figlio Giuseppe, funzionario del Faraone. Nei quattro secoli a venire, la discendenza di quei migranti fu ridotta in schiavitù dagli Egizi (Atti, 7.6).
Dopo l'Esodo biblico - vicenda di vaga collocazione temporale (XV-XIII sec. a.C.) e di complessa contestualizzazione storica - e la successiva conquista della Palestina, la stirpe di Issachar si stabilì nei pressi di Jezreel, diventando parte delle tribù del Nord. L'area di stanziamento consistette nella piana di Esdraelon, tra il monte Tabor, il mar di Galilea e la valle del Giordano, in un territorio che non ha quindi sbocchi sul mare. Sussiste però un legame molto intenso con la tribù di Zabulon, il cui omonimo capostipite è il sestogenito di Lea e dunque fratello più prossimo di Issachar stesso. Negli ultimi capitoli del Deuteronomio, Mosè benedice le tribù di Israele e si rivolge congiuntamente a Issachar e Zabulon:
Secondo il Libro di Giosuè, il territorio di Issachar si estendeva su un comprensorio di sedici città e alcuni villaggi. Tra questi, spicca la cittadina di Ibleam (yibhle`am), antica località canaanita identificata con il sito di Khirbet Belama, nei pressi dell'attuale Jenin. Ibleam fu designata, insieme ad altri centri agricoli, alla nuova giurisdizione Manasseh, ma la città si distinse per la sua resistenza all'assorbimento, perché «i Cananei erano decisi (continuarono) a restare in quel paese». Si noti come Ibleam fosse un termine largamente attestato nella Sicilia pre-greca, attirando l'attenzione su una relazione toponimica con i Siculi.
Alla dispersione del Regno per mano assira, la stirpe di Issachar viene deportata e, al pari delle altre tribù perdute, le notizie bibliche sul loro conto vengono definitivamente meno.
La teoria di una connessione tra Shekelesh e Issachar non gode di particolare credito tra gli storici contemporanei per mancanza di fonti non bibliche e di tracce archeologiche rilevanti. i figli di Issachar vengono descritti per tradizione come popolo di saggi ("conoscitori del tempo"), a differenza dei loro vicini Zabulon, Manasseh o Neftali, il cui valore militare è invece ampiamente espresso nelle Scritture.

## Possibile identificazione dei Šekeleš con i Siculi
Le caratteristiche complessive dell'esercito dei Popoli del Mare - di cui i Šekeleš facevano parte - sembrano conformarsi a quelle dell'esercito greco-miceneo così come riportate nei poemi omerici: esso appare, cioè, come l'espressione di comunità autonome a base personale, con un proprio territorio, una propria complessa conformazione etnica, una propria interna gerarchia. Alla vigilia dell'apparizione di tali popoli ai confini egiziani, la ceramica del tipo Miceneo III B era diffusa in tutto il Mediterraneo orientale. Queste popolazioni, pur non essendo tutte originarie della Grecia facevano parte del Commonwealth greco-miceneo, quanto meno per condividerne la tipologia della ceramica. Ciò costituisce un consistente indizio archeologico, per individuare l'espansione dei Popoli del mare nel bacino del Mediterraneo, in particolare quando i ritrovamenti della successiva ceramica del tipo Miceneo III C, all'analisi neutronica, si rivela non importata ma prodotta sul posto.
Nell'età del bronzo recente, la presenza micenea in Sicilia è documentata dall'abitato costiero fortificato di Thapsos. Nell'entroterra meridionale dell'isola, fiorisce la cultura Pantalica I (1270-1050 a.C.), la quale prende il nome dall'esteso omonimo sito archeologico, patrimonio Unesco, sulle alture nord-orientali dei monti Iblei. Intorno al 1200 a.C., Thapsos viene distrutta e, nei siti della cultura di Pantalica - che come Thapsos si trova nel siracusano -, appare la ceramica micenea III C. A Monte Dessueri, nel nisseno, sono state rinvenute anfore identiche a quelle della necropoli (XI sec.) di Azor, presso Giaffa. Nella Sicilia orientale, ancora nel siracusano, nel successivo periodo (1050-850 a.C.), appare la civiltà sicula di Cassibile o Pantalica II. Sono questi gli elementi - oltre all'assonanza dei nomi - che lascerebbero dedurre l'identificazione dei Šekeleš con i Siculi e un loro arrivo dal Mediterraneo orientale in Sicilia, analoga a quella degli Shardana in Sardegna.
Non è escluso che la loro presunta emigrazione in Sicilia possa essere stata precedente agli scontri con l'Egitto di Merenptah (considerando nel contesto anche lo stretto collegamento tra i Siculi dell'isola e l'antichissimo etnonimo di Ibla; città legata all'impero accadico), se è affidabile l'alta cronologia della cultura Pantalica I (datata a partire dal 1270 a.C.) e la testimonianza di Ellanico di Mitilene, riportata da Dionigi di Alicarnasso, secondo cui lo sbarco dei Siculi in Sicilia sarebbe avvenuto tre generazioni prima della guerra troiana, proprio intorno – quindi – al 1275 a.C.; Dionigi riporta anche la datazione fissata da Filisto (ventiquattro anni prima della Guerra di Troia) più o meno contemporanea al conflitto tra il faraone Merneptah e i Popoli del mare.

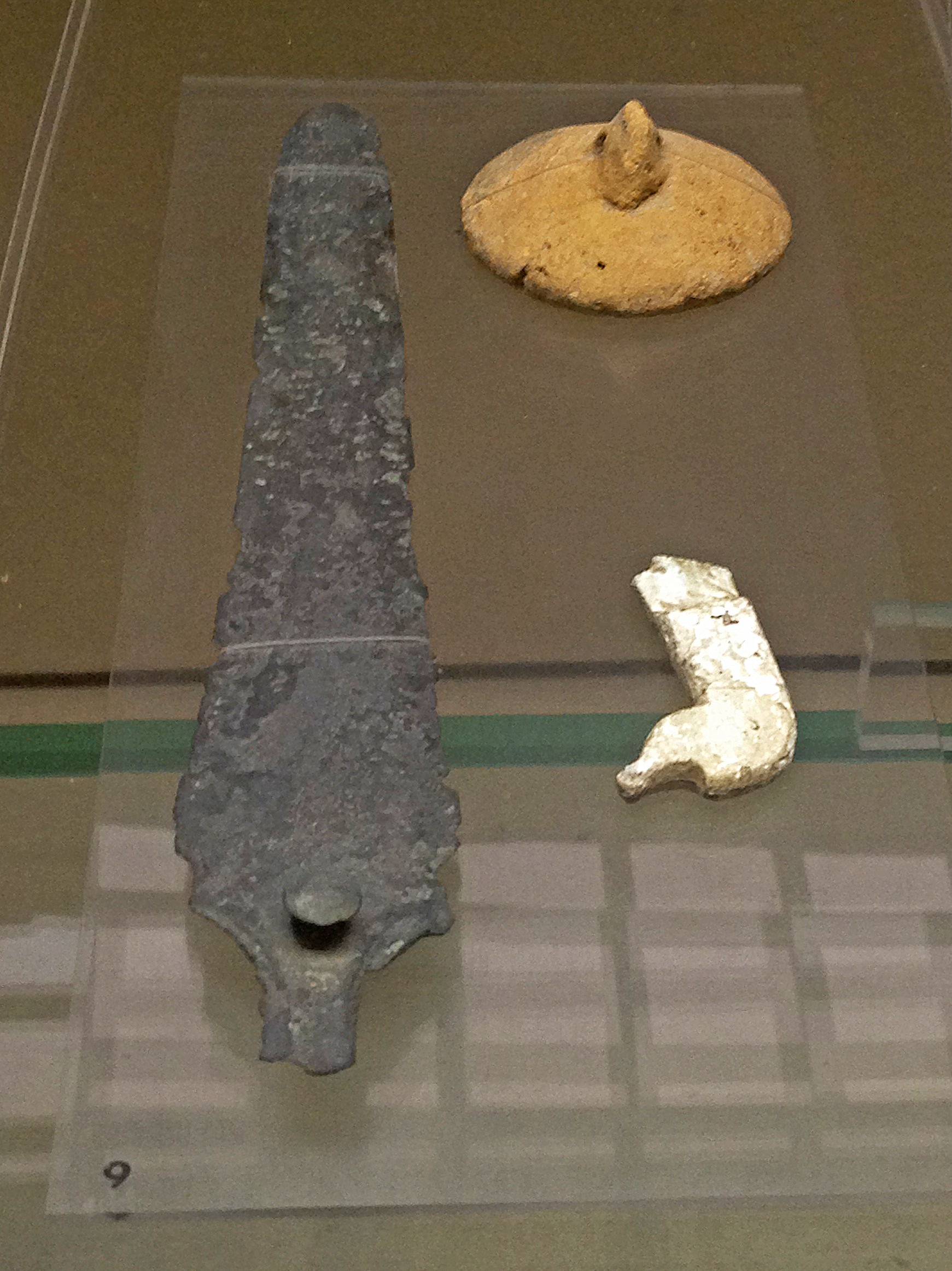
Daga bronzea, manico d'osso a testa di oca e copercio fittile. Corredo di tomba necropoli nord di Pantalica. Fase di Pantalica I 1250-1050 a.C.

Un'altra ipotesi, proposta per la prima volta da Emmanuel de Rougé, considera gli Šekeleš come nativi della Sicilia (Šikila), scartando quindi la possibilità di una loro presunta migrazione dal Mediterraneo orientale:
(Frederik Christiaan Woudhuizen,  The Ethnicity of the Sea Peoples, Erasmus Universiteit Rotterdam, Faculteit der Wijsbegeerte, 2006. pp. 114-115)